# Planchonella kaalaensis
Planchonella kaalaensis är en tvåhjärtbladig växtart som beskrevs av Aubrev. Planchonella kaalaensis ingår i släktet Planchonella och familjen Sapotaceae. Inga underarter finns listade i Catalogue of Life.